# Staleochlora curupira
Staleochlora curupira är en insektsart som beskrevs av Roberts och Frédéric Carbonell 1992. Staleochlora curupira ingår i släktet Staleochlora och familjen Romaleidae. Inga underarter finns listade i Catalogue of Life.